# آلية الحكومة
يشير مصطلح آلية الحكومة (يطلق عليه في بعض الأحيان اختصارًا MOG) إلى الهياكل والعمليات المترابطة الخاصة بـ الحكومة، مثل مهام ومساءلة الوزارات في الفرع التنفيذي للحكومة. ويستخدم هذا المصطلح بشكل خاص في سياق التغييرات التي يتم إجراؤها على النظم القائمة لـ الإدارة العامة؛ حيث يتم إنشاء  العناصر المختلفة لتلك الآلية.
ويُعتقد أن عبارة «آلية الحكومة» نشأت على يد جون ستيوارت ميل في كتابه دراسات على الحكومة التمثيلية (1861). ولقد استخدم هذا المصطلح بشكل خاص في بث إذاعي لخطاب الرئيس فرانكلين روزفلت عام 1934، معلقًا على دور إدارة الإصلاح الوطنية (NRA) في تحقيق برامج نيو ديل. ولقد اعتمد عدد من الحكومات الدولية بما في ذلك حكومات دول مثل أستراليا، وكندا، وجنوب إفريقيا والمملكة المتحدة هذا المصطلح في الاستخدام الرسمي.